# Orophea narasimhanii
Orophea narasimhanii är en kirimojaväxtart som beskrevs av Karthig., Sumathi och Jayanthi. Orophea narasimhanii ingår i släktet Orophea och familjen kirimojaväxter. Inga underarter finns listade i Catalogue of Life.